# Punto angoloso

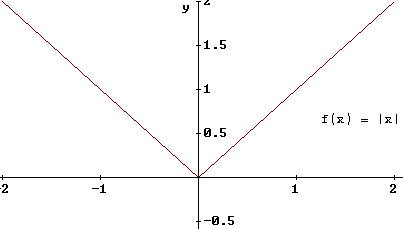
Punto angoloso (funzione valore assoluto)

In analisi matematica, un punto angoloso è un punto {\displaystyle x_{0}} del dominio di una funzione reale di una variabile reale {\displaystyle f(x)} in cui esistono entrambe le derivate destra e sinistra, ma sono diverse:
{\displaystyle f'_{+}(x_{0})\neq f'_{-}(x_{0})}
Le derivate non devono essere entrambe infinite, altrimenti si ottiene una cuspide, ma possono essere entrambe finite oppure una finita e una infinita.
Un esempio di punto angoloso è {\displaystyle x_{0}=0} per la funzione {\displaystyle f(x)=|x|}. 
Essendo {\displaystyle f(x)=x} per {\displaystyle x\geq 0} e {\displaystyle f(x)=-x} per {\displaystyle x<0} si ha {\displaystyle f'(x)=+1} se {\displaystyle x>0} e {\displaystyle f'(x)=-1} se {\displaystyle x<0}. Nell'origine bisogna utilizzare la definizione di derivata.
{\displaystyle f'(0)=\lim _{h\to 0}{{f(0+h)-f(0)} \over {h}}=\lim _{h\to 0}{{|h|} \over {h}}}
In questo modo si vede che per {\displaystyle h} che tende a {\displaystyle 0^{+}} il limite del rapporto incrementale è {\displaystyle 1}, mentre per {\displaystyle h} che tende a {\displaystyle 0^{-}} il limite del rapporto incrementale è {\displaystyle -1}. 
Poiché in {\displaystyle x=0} i limiti destro e sinistro del rapporto incrementale sono finiti ma diversi tra loro, la {\displaystyle f(x)} non è derivabile in tale punto. Geometricamente questo significa che esistono due tangenti distinte in tal punto.